# Lucretia Jans

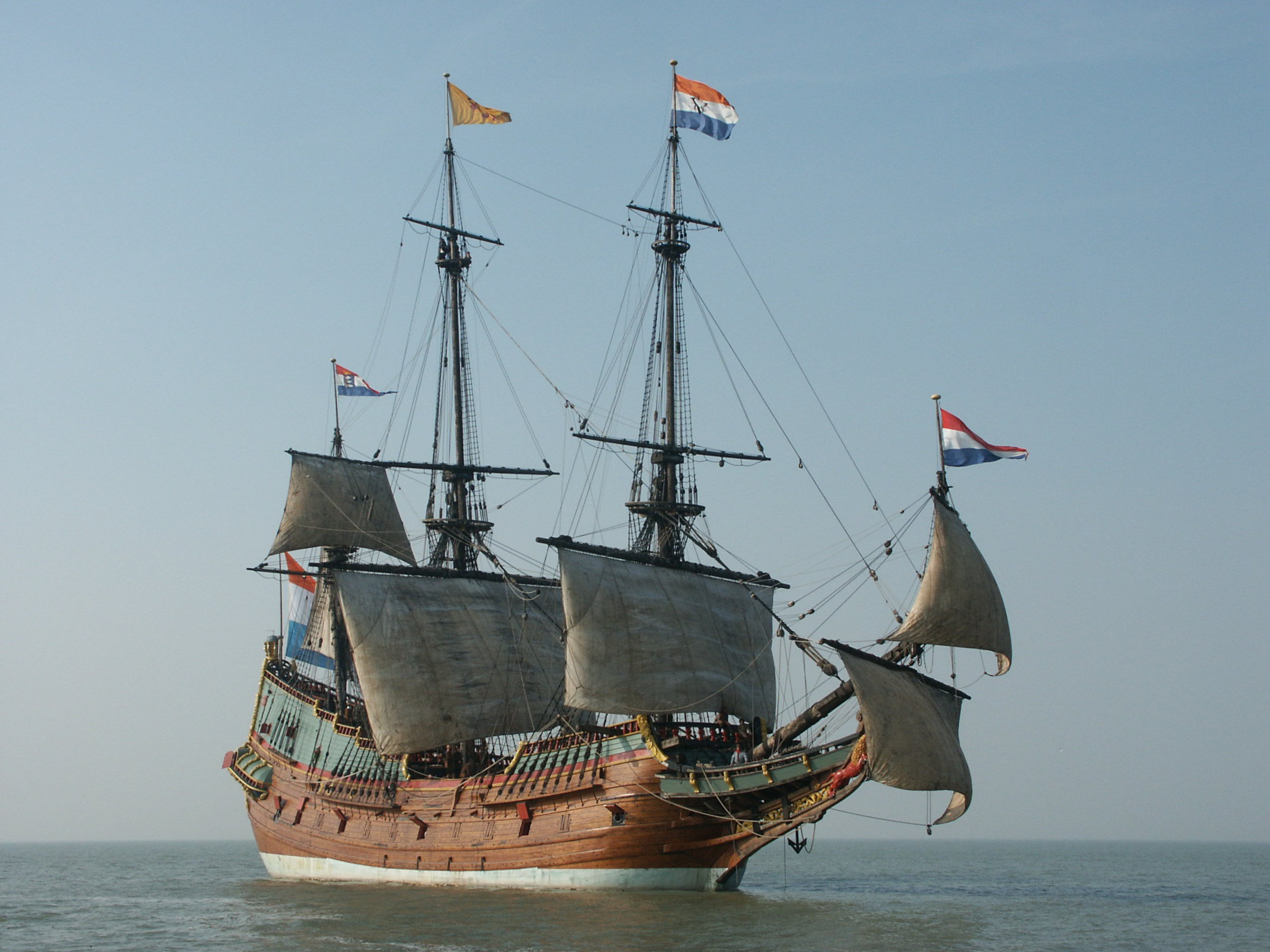
Reconstructie van de Batavia

Lucretia Jans of Lucretia van der Mijlen (Amsterdam ca. 1602 – na 1641) was een passagier van het VOC-schip Batavia die de stranding op 4 juni 1629 overleefde en een opvallende rol speelde in de daarop volgende muiterij en in het proces tegen de muiters.

## Biografie
Jans was de dochter van Jan (of Hans) Meynertsz en Steffanie Joosten. In 1620 trouwde ze met de diamantsnijder Boudewijn van der Mijlen (c. 1599–1629). Toen deze overleed, hertrouwde zij in 1630 met de sergeant Jacob Cornelisz Cuick. Jans vertrok uit de Republiek aan boord van de Batavia in oktober 1628, naar Batavia, de hoofdstad van de VOC op Java, waar haar man, die inmiddels VOC-koopman was geworden, verbleef. Als koopmansvrouw verbleef ze in het officiersverblijf. Schipper Adriaan Jacobsz probeerde het met haar aan te leggen maar ze wees zijn toenadering af. Dat leidde tot gekonkel. Op een  avond werd Lucretia aangevallen en besmeurd met vuiligheden zoals uitwerpselen en pek. Opperkoopman Adriaen Pelsaert kon de orde niet herstellen omdat hij ziek was, en moest de leiding overlaten aan de schipper en de onderkoopman Jeronimus Cornelisz. Zij besloten te muiten en het schip over te nemen. Nog voor de muiterij uitgevoerd kon worden liep het schip vast op een rif bij de Abrolhos-eilanden aan de westkust van Australië. De kapitein vertrok met een deel van de bemanning naar Java om hulp te halen. Ondertussen muitte de bemanning onder leiding van Jeronimus Cornelisz met de intentie om piraterij te bedrijven. De vrouwen werden als seksslaven gebruikt, maar Cornelisz hield Jans voor zichzelf.
Toen het schip De Sardam met hulp uit Batavia aankwam, werd Cornelisz ter plekke geëxecuteerd. De anderen werden berecht in Batavia. Tijdens het proces werd Jans beschuldigd door de andere passagiers van onder meer 'ophitsinge, stijvingh tot boose feijten ende moorderije vant geberghde en t'gesalveerde volck'. Jans ontkende de beschuldigingen, zelfs onder grote druk. Daarom kon zij niet veroordeeld worden. 
Jans' echtgenoot Boudewijn van der Mijlen was inmiddels overleden. in oktober 1630 hertrouwde ze met de sergeant Jacob Cornelisz Cuick. Met hem keerde ze in 1635 terug naar de Republiek. 
De gebeurtenis op de Batavia leidde ertoe dat de Heeren XVII de aanwezigheid van vrouwen op de VOC-schepen beperkten.